# Simon Frank (Politiker)
Simon Frank (* 11. Oktober 1913 in Robertson, Südafrikanische Union; † 20. Jahrhundert) war ein südafrikanischer Jurist und Politiker.
Frank ging in Vanrhynsdorp zur Schule und studierte anschließend an der Universität Kapstadt und der UNISA und erhielt 1942 seinen Abschluss LL.B. Er arbeitete als Advokat. Von 1947 bis 1948 war er Bürgermeister von Newcastle in der Südafrikanischen Union. Von 1952 bis 1953  war er Bürgermeister von Windhoek in Südwestafrika, der Hauptstadt des seit 1990 unabhängigen Namibias.
Frank war von 1961 bis 1969 Mitglied des South West African Legislative Assembly. Anschließend war er von 1969 bis 1973 Botschafter seines Heimatlandes in Österreich.
Er war mit Anna Frank, geborene Jooste verheiratet, mit der er drei Kinder hatte.